# Kosmos 2455
Kosmos 2455 ist die Bezeichnung für einen militärischen Aufklärungssatelliten der Lotos-Baureihe aus Russland.
Er wurde am Freitag, dem 20. November 2009 um 10:44 Uhr UTC mit einer Trägerrakete des Typs Sojus U von Rampe Nummer 2 des Startkomplexes 16 der russischen Weltraumbasis Plessezk gestartet. Die Rakete setzte den Satelliten (COSPAR-Bezeichnung 2009-063A) auf einer ungewöhnlichen Bahn mit einem niedrigsten Bahnpunkt von nur 195 Kilometern, einem höchsten Bahnpunkt von 900 Kilometern und einer Bahnneigung von 67,2° zum Äquator ab. Nach einer Bahnänderung am 23. November 2009 bewegte sich der Satellit auf einer Bahn mit einem Perigäum von 890 km und einem Apogäum von 905 km.
Das russische Militär gab keinerlei weitere Auskünfte über den Satelliten ab, die militärische Verwendung wurde jedoch offengelegt. Es handelt sich bei dem Raumfahrzeug vermutlich um das erste Exemplar eines neuartigen elektronischen Aufklärungssatelliten mit der Bezeichnung „Lotos S“ (GRAU-Index 14F138), der gemeinsam von ZKB Progress in Samara (Satellitenbus) und PLC Arsenal in St. Petersburg (Nutzlast) hergestellt wird. Diese sollen sowohl die Aufklärungssatelliten der Tselina-2-Klasse als auch der Pion-NKS/US-PM/US-PU/Legenda ablösen. Sie basieren auf dem Jantar-Aufklärungssatelliten und sollen ein neues Aufklärungsnetz mit der Bezeichnung „Liana“ bilden. Als Sekundärnutzlast dürfte Lotos-S noch eine wissenschaftliche Nutzlast mit an Bord haben, nämlich einen Detektor für kosmische Strahlung mit der Bezeichnung „Nuklon“.